# Harrisburg, Arkansas
Harrisburg là một thành phố thuộc quận Poinsett, tiểu bang Arkansas, Hoa Kỳ. Năm 2010, dân số của thành phố này là 2288 người.

## Dân số
- Dân số năm 2000: 2192 người.
- Dân số năm 2010: 2288 người.